# Broletto

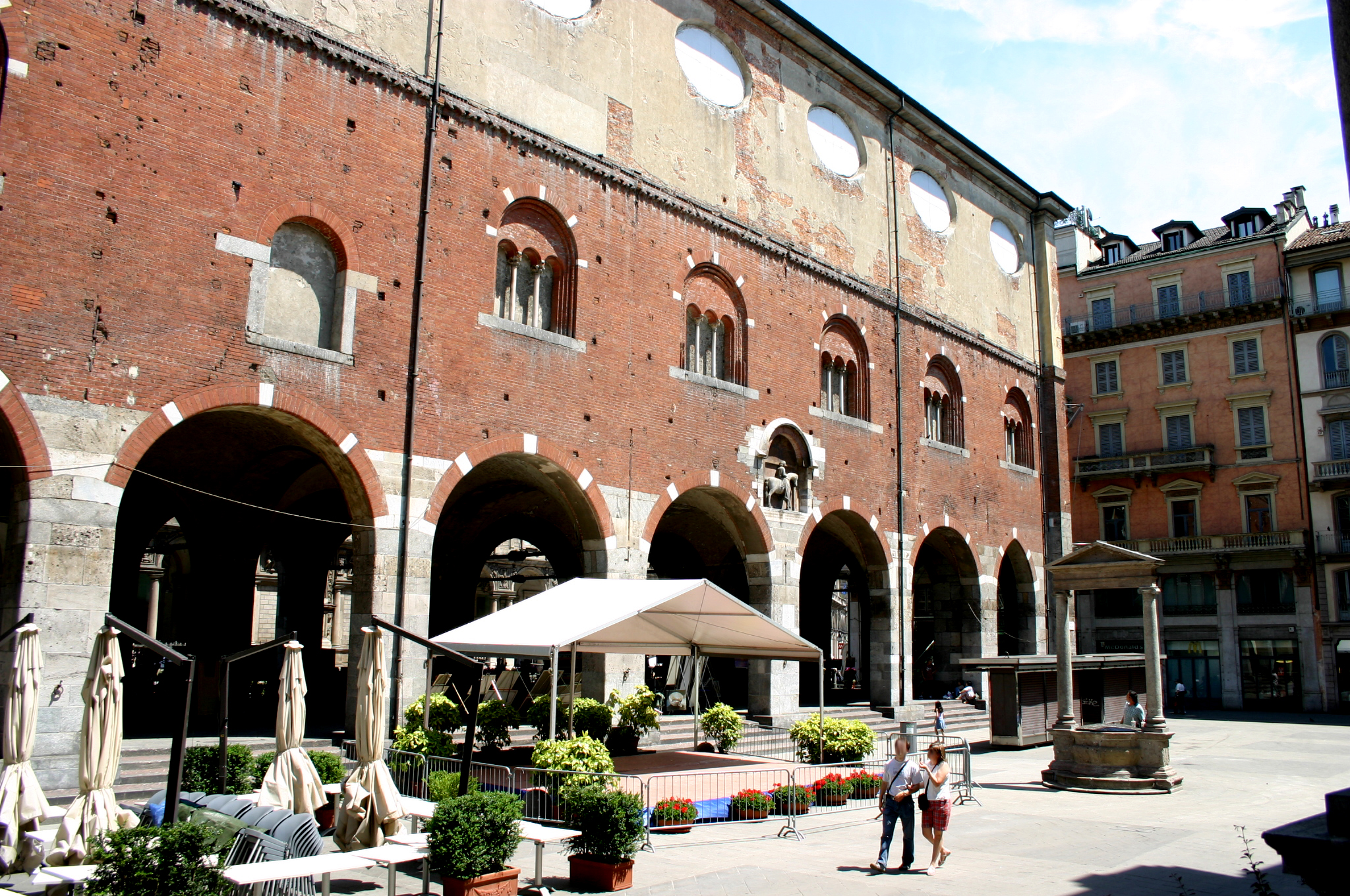
El broletto nuovo de la Piazza Mercanti de Milán.

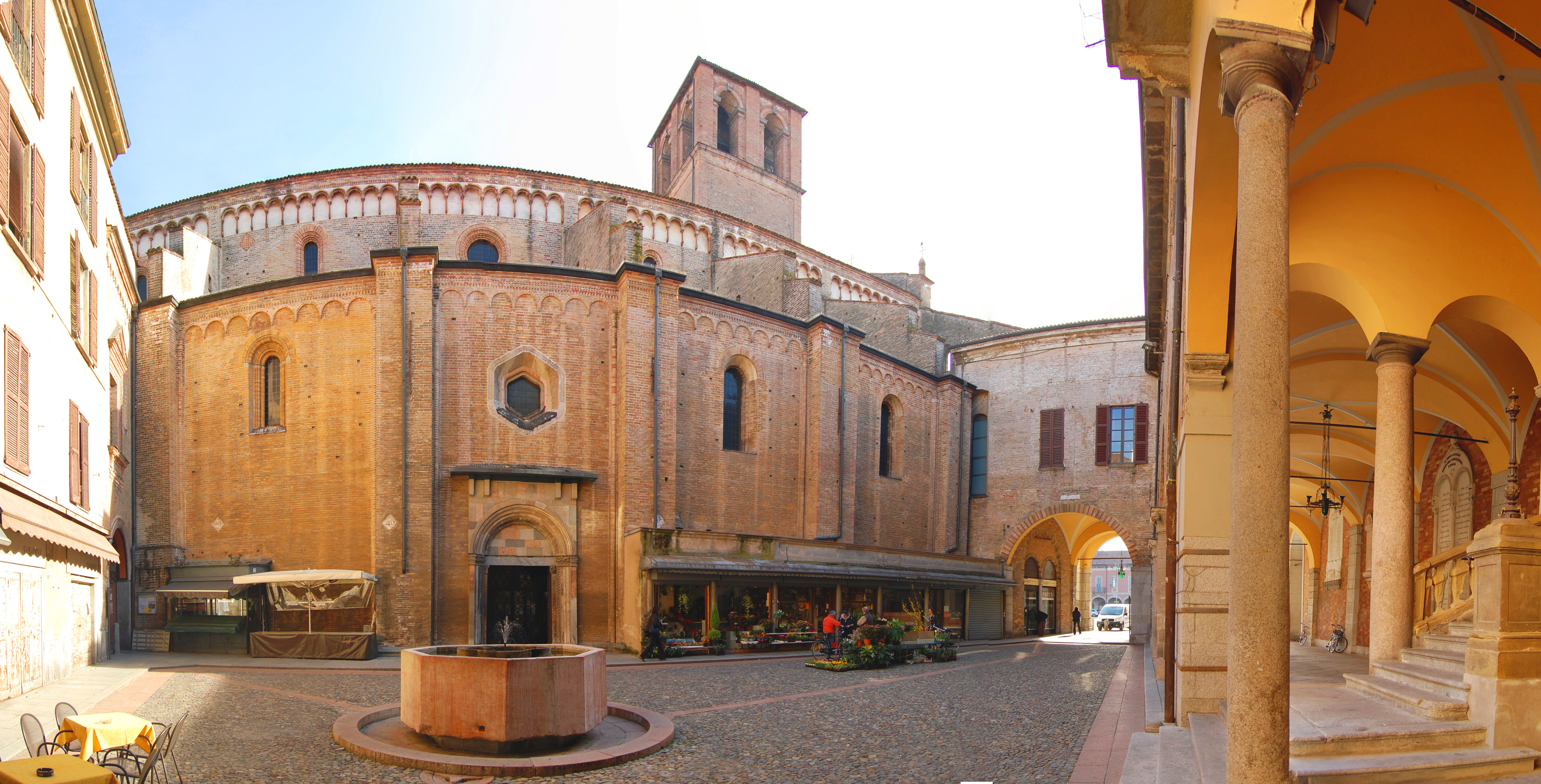
La Piazza Broletto de Lodi.

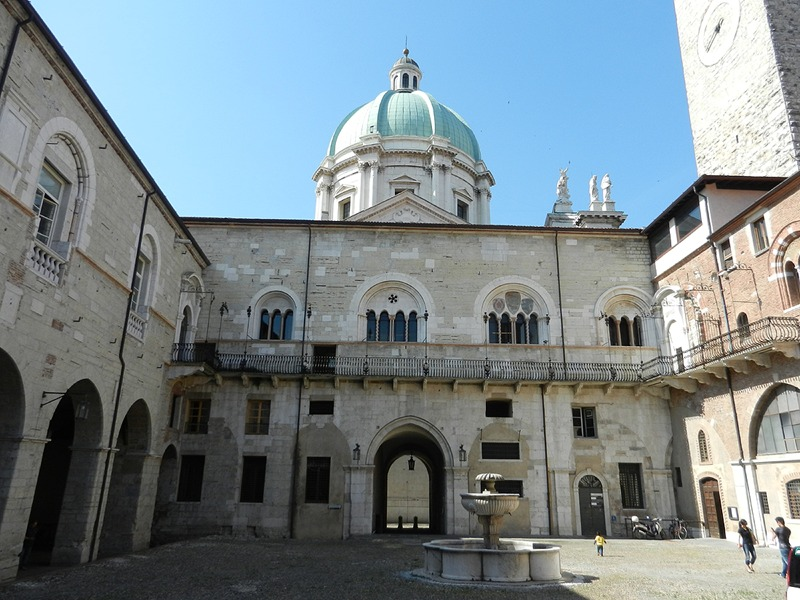
Lado sur del patio del broletto de Brescia.

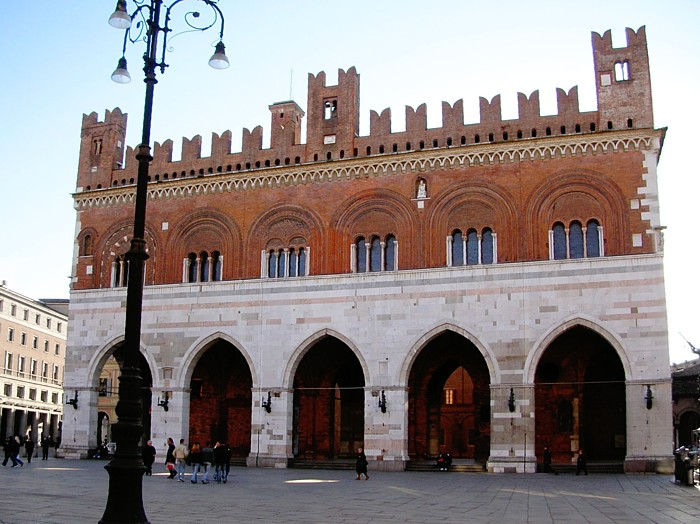
El Palazzo Comunale de Piacenza.

El término broletto arengario o simplemente broletto designa el recinto donde se solían realizar las asambleas ciudadanas y la administración de la justicia en las ciudades lombardas a partir del siglo XI. Posteriormente el término se usó para designar el palacio del cónsul, del podestà y genéricamente el ayuntamiento.
El broletto se construía con la planta baja abierta mediante un pórtico para permitir la presencia de los ciudadanos y para administrar la justicia en presencia de numerosas personas, mientras que en la planta superior se encontraba una gran sala para las reuniones del Consejo General.
Habitualmente se trata de edificios del siglo XIV, con arcos de medio punto o apuntados según la época y construidos en piedra o ladrillos según la zona. Tienen dos plantas, la inferior, que habitualmente es un pórtico abierto donde se celebraban asambleas del pueblo o el mercado, y la superior, donde hay amplias estancias con ventanas grandes donde se celebraban las reuniones de las juntas o donde daban audiencia los jueces. A menudo estas estructuras se encuentran cerca de la iglesia principal de la ciudad debido a la estrecha relación entre el mundo laico y el eclesiástico característica de esta época.
Se encuentran ejemplos destacables de broletti en las siguientes ciudades:
- Arona: Broletto
- Bérgamo: Palazzo della Ragione
- Brescia: Broletto
- Como: Broletto
- En Cremona hay dos broletti:
  - uno güelfo, el Palazzo Cittanova;
  - uno gibelino, el Palazzo del Comune
- Ferrara: Piazza del Municipio
- Lodi: Broletto
- Mantua: Palazzo del Podestà, en Piazza Broletto
- Milán:
  - Palazzo della Ragione (llamado Broletto Nuovo), en Piazza Mercanti
  - Palazzo Carmagnola (llamado Broletto Nuovissimo desde 1515 hasta 1861), en Via Broletto
- Monza: Arengario
- Novara: Broletto
- Orta San Giulio: Broletto
- Broletto de Pavia.Pavía: Broletto de Pavia
- Perugia: Broletto

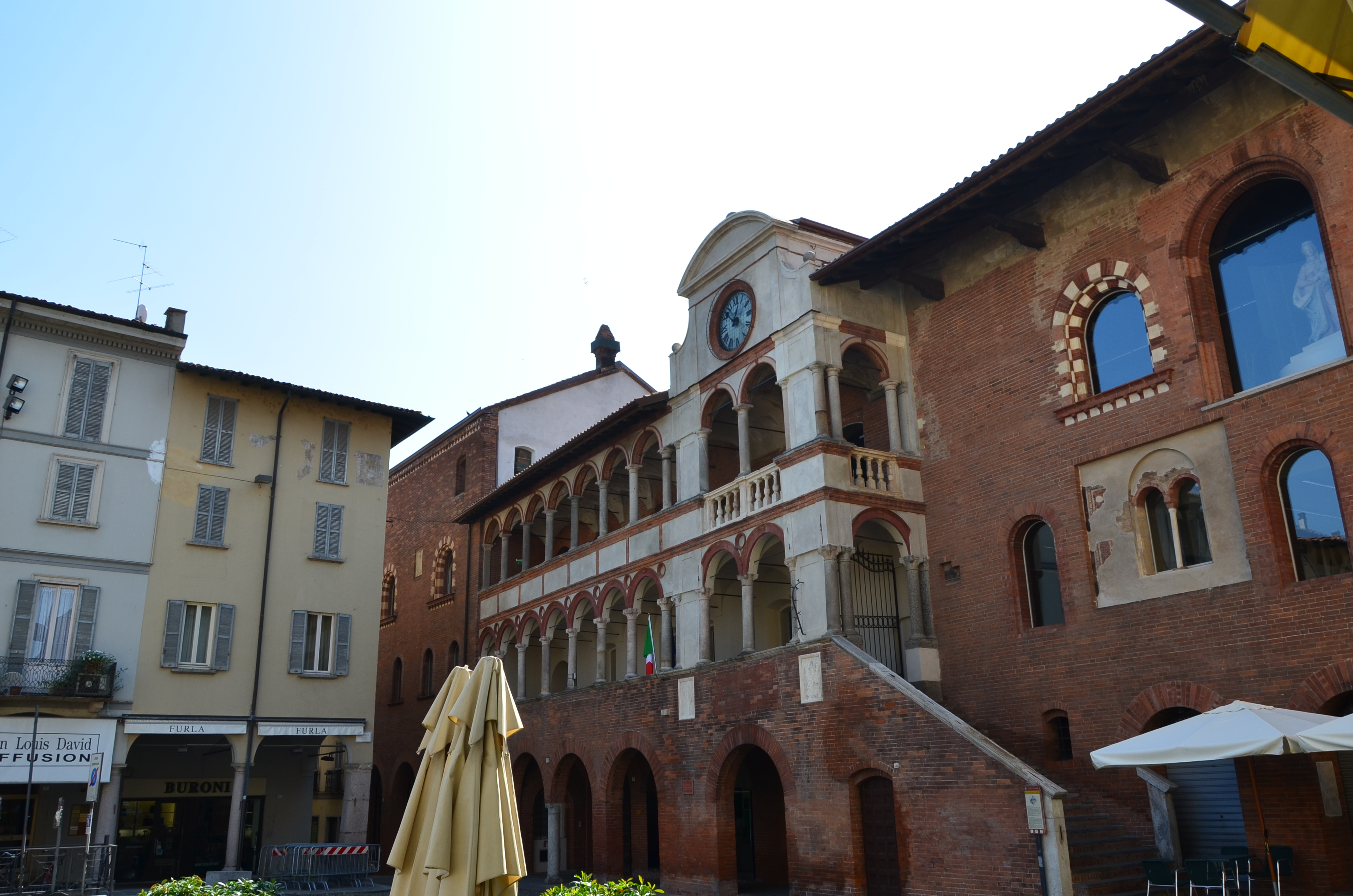
Broletto de Pavia.

- Piacenza: Palazzo Comunale, llamado il Gotico
- Reggio nell'Emilia: Broletto
- Rímini: Palazzo dell'Arengo
- Varese: Palazzo Biumi y Palazzo Pretorio